# Steinfruchtverband
Ein Steinfruchtverband ist ein Fruchttyp, bei dem mehrere oder viele Steinfrüchte, die aus den Einzelblüten eines Blütenstandes hervorgehen, miteinander zu einer Scheinfrucht verwachsen sind.